# Sisevac
Sisevac (en serbe cyrillique : Сисевац) est un village de Serbie situé dans la municipalité de Paraćin, district de Pomoravlje. Au recensement de 2011, il comptait 15 habitants.

## Démographie
| 1948 | 1953 | 1961 | 1971 | 1981 | 1991 | 2002 | 2011 |
| ---- | ---- | ---- | ---- | ---- | ---- | ---- | ---- |
| 294  | 406  | 381  | 38   | 39   | 22   | 18   | 15   |

|  |